# 黄河

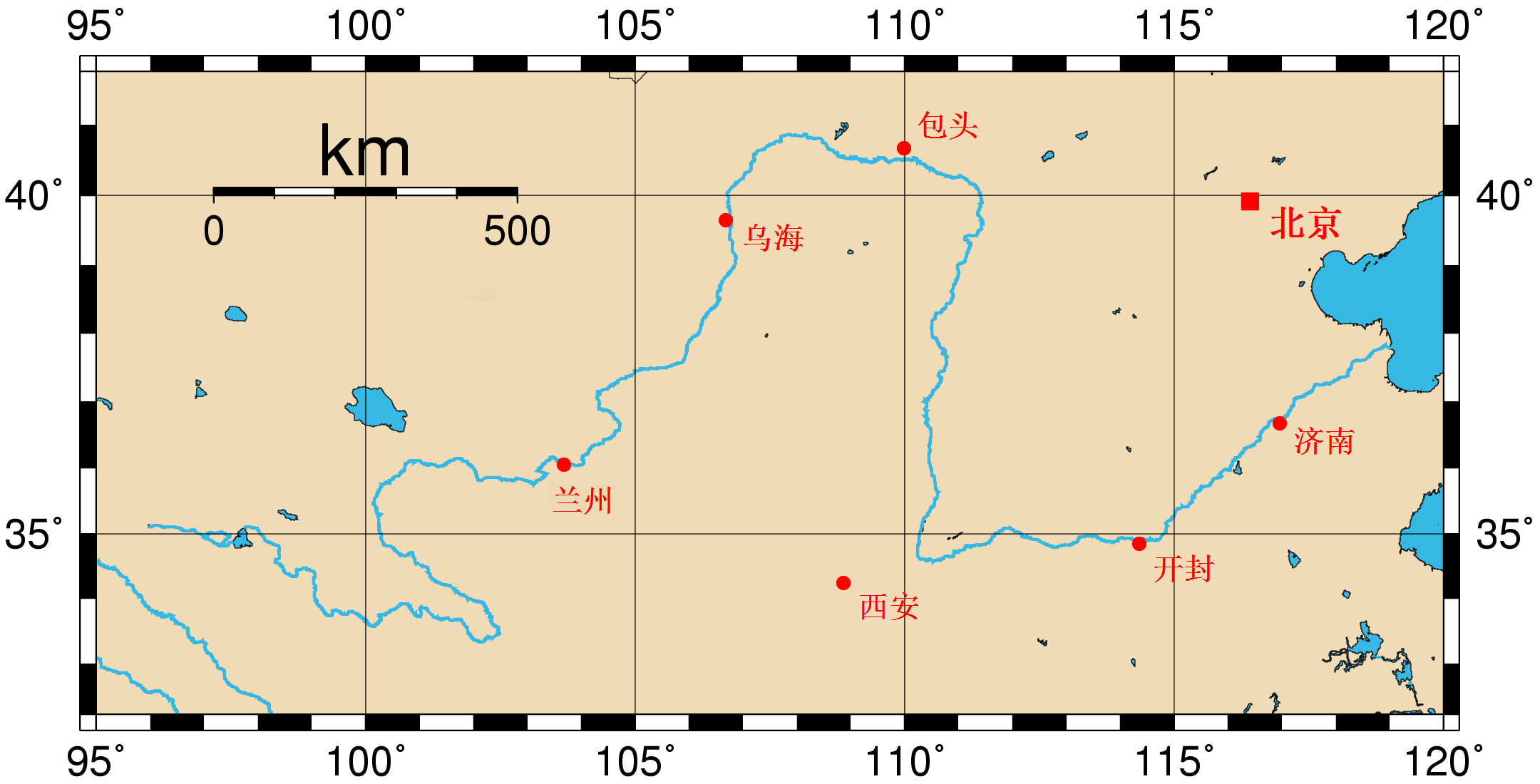
黄河地图

 黄河源 34°29′31″N 96°20′25″E / 34.49194°N 96.34028°E

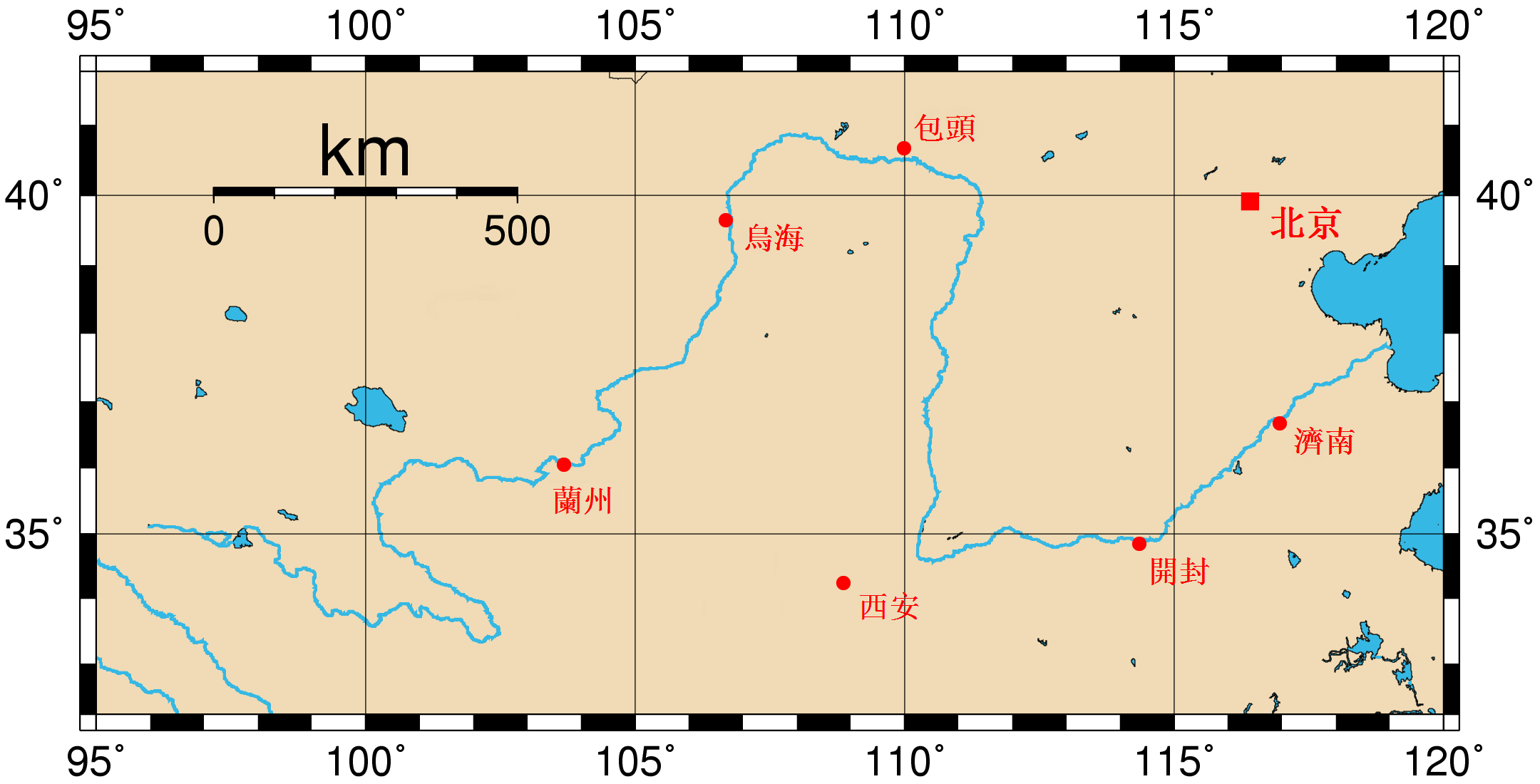
黃河地圖

黄河在中国古代称作河水、大河，简称河，是中国的第二长河，仅次于长江，也是世界第五长河流。发源于中国青海省巴颜喀拉山脉支脉各姿各雅山北麓的卡日曲，依次穿越青藏高原、黄土高原、内蒙古高原、华北平原的青海、四川、甘肃、宁夏、内蒙古、陕西、山西、河南、山东9个省区，最后于山东省东营市垦利区黄河口镇注入渤海（莱州湾），干流全长5464千米，流域总面积79.5万平方公里（含内流区面积4.2万平方公里）。
黄河干流从源头到内蒙古自治区托克托县河口镇（今河口村）为上游，河长3472公里，流域面积42.8万平方公里；河口镇至河南郑州桃花峪间为中游，河长1206公里，流域面积34.4万平方公里；桃花峪以下为下游，河长786公里，流域面积只有2.3万平方公里。黄河横贯中国东西，流域东西长1900公里，南北宽1100公里，总面积达795000平方千米（含内流区面积4.2万平方公里）。
黄河中游因河段流经黄土高原，支流带入大量泥沙，使黄河成为世界上含沙量最高的河流。最大年输沙量达39.1亿吨（1933年），1977年錄得最高含沙量達920千克/立方米，三门峡站多年平均输沙量约16亿吨，平均含沙量35千克/立方米。由于兴建水库以及流域林草覆盖率提高等原因，近年来黄河泥沙含量锐减，悄然出现变清态势。
据历史记载，黄河频繁受到泛滥威胁，而因泛滥令河道多次大改道。尽管各朝代政府会修建堤坝，黄河每次改道的洪水都会冲毁原有州县村镇，带来巨大伤亡。
黄河中下游流域为中华民族最主要的发源地，而且是中国历史上的经济与文化重心之一，所以黄河对中国的历史和文化具有非常重要的意义。

## 释名
“河”字在秦汉以前基本上是黄河的专称，而河流称为“川”或者“水”（但也有例外，如《山海经》曰：“昆仑山，纵广万里，高万一千里，去蒿山五万里，有青河、白河、赤河、黑河环其墟。”）先秦的文献中找不到黄河一词，成书于汉武帝征和年间的《史记》全篇也不见黄河的说法。据学者李鄂荣考证，黄河一词最早见于东汉班固《汉书·地理志》中“常山郡·元氏县”的释文裡。黄河的“黄”字用来描述河水的浑浊，这在古书中也早有记载：战国时期的《左传·襄公八年》郑国的子驷引《逸周诗》说“俟河之清，人寿几何！”；《尔雅·释水》记有“河出昆仑，色白，所渠并千七百一川，色黄。”
黄河上源由星宿海、扎陵湖、鄂陵湖等数量众多的水泊和海子组成；在阳光照耀下星宿海的无数湖沼光彩夺目，如同孔雀开屏，十分美丽壮观。因而当地的藏族居民把包含这一段的黄河称作“玛曲”（藏語：རྨ་ཆུ，威利转写：rma chu），即“孔雀河”的意思。甘肃省玛曲县即以此河段命名。

## 历史

### 河道变迁
| 现代黄河 明清故道（1368－1855年） 南宋、元故道（1128－1368年） 北宋故道（1048－1128年） 东汉故道（11－1048年） 西汉故道（前602－11年） 禹河故道（前2278－前602年） | 1855年海岸线 1128年海岸线 1048年海岸线 11年海岸线 前602年海岸线 古湖泊 |

黄河历次改道示意图
现代黄河
明清故道（1368－1855年）
南宋、元故道（1128－1368年）
北宋故道（1048－1128年）
东汉故道（11－1048年）
西汉故道（前602－11年）
禹河故道（前2278－前602年）
1855年海岸线
1128年海岸线
1048年海岸线
11年海岸线
前602年海岸线
古湖泊

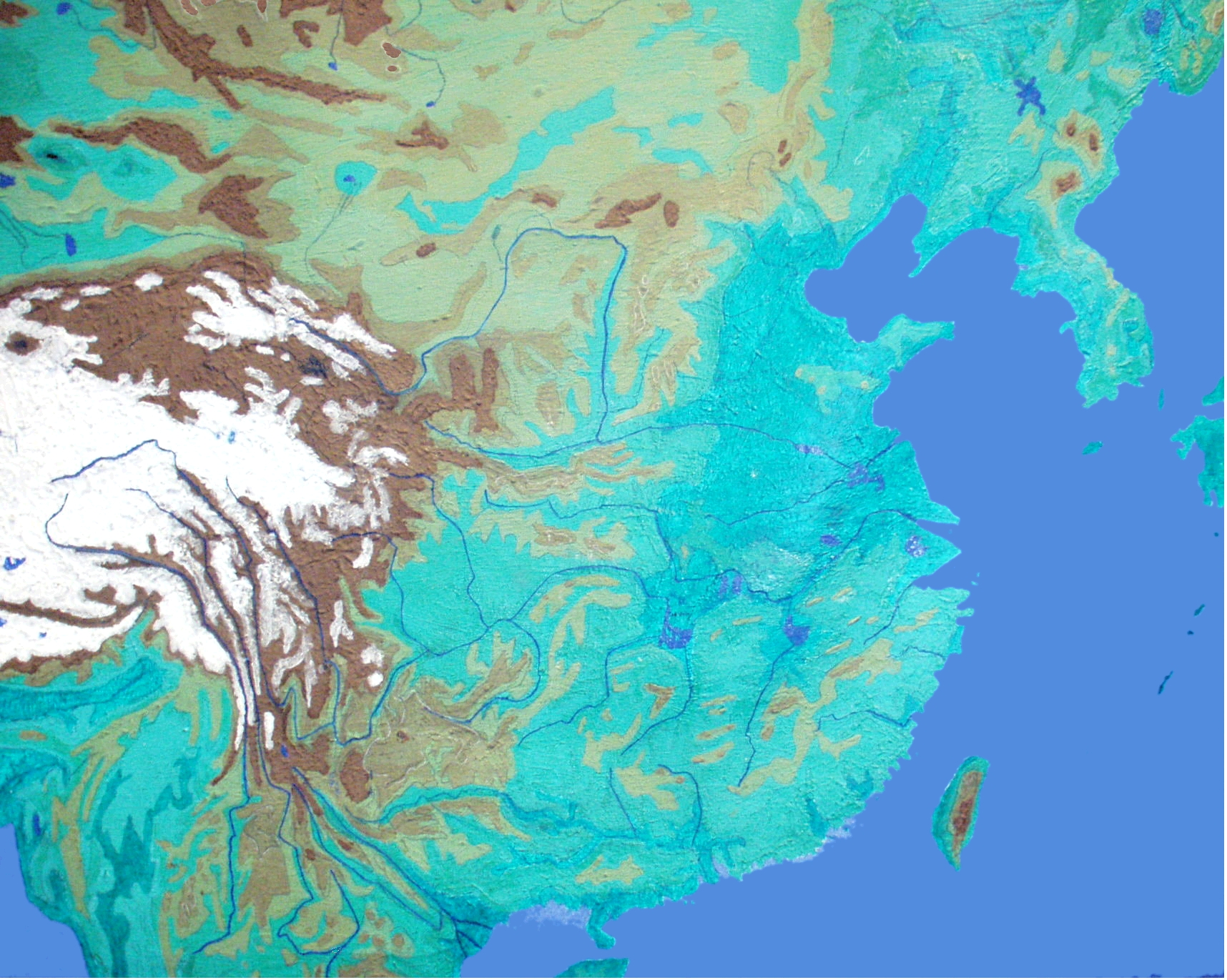
夺淮入海的黄河

相较于长江及其他世界大河，黄河的形成、贯通在地质史上属于较为晚近的事件。 约在距今115万年前的早更新世，现黄河流域还只有一些互不联通的内陆水系及远古湖泊。此后，随着西部高原的抬升、河流侵蚀和袭夺，经历105万年的中更新世后，各湖盆间逐渐联通，形成黄河水系的雏形。距今约10万至1万年间的晚更新世甚或全新世初期，黄河才逐步演变为从河源到入海口上下贯通的大河。
周定王五年（前602年）黄河在黎阳宿胥口（今河南浚县西南）决徙，偏离禹河故道，至章武（今河北沧县东北）入海，为史载大禹治水后黄河第一次大改道。
宋仁宗庆历八年（1048年）六月，黄河冲决澶州商胡埽，向北直奔大名，经聊城西至今河北青县境与卫河相合，然后入海。
南宋建炎二年（1128年），为防御金兵南下，东京守将杜充在滑州人为决开黄河堤防，造成黄河改道，向东南分由泗水和济水入海。黄河至此由北入渤海改而南入黄海。直到1855年，黄河主要是在南面摆动，虽然时有北冲，但均被人力强行逼堵南流。
最近的一次黃河大改道是在清咸丰年间。咸丰五年六月十九日（1855年8月1日），黄河在河南兰考北岸的铜瓦厢决口，改東北走向，在山東境內借济水（又名大清河）入渤海。
1938年6月9日，国军为阻挡日军，破壞郑州黄河南岸花园口大堤，全河又向南流，沿贾鲁河、颍河、涡河入淮河。直到1947年堵复花园口后，黄河才回归北道。
據歷史記載，在1946年前的2540年間，黃河受到近1593次氾濫威脅，而因氾濫令河道大改道共26次。其中最严重的是1887年黄河决口，当时河南郑州下汛十堡（今惠济区花园口镇石桥村）发生黄河决口，致使200多万（一说93万；一说最保守估计150万；一说700万）人罹难。

### 水灾
黄河中下游历史特大水灾：
- 1761年（清乾隆二十六年）黄河中游特大水灾：七月十八、十九日，洪水来自三门峡至花园口区间的伊河、洛河、沁河和直接汇入黄河的小支流。导致黄河下游多处决口。花园口断面洪峰流量为32000立方米/秒。伊洛河从洛阳至偃师整个夹滩地带水深都在一丈以上。偃师、巩义、沁阳、武陟、修武都大水灌城，水深在五六尺至丈余不等。河南巡抚奏折，总计河南省被水冲十州县，另有十六州县禾苗被淹。
- 1843年（清道光二十三年）七月中游泾河、北洛河上游及北干流粗沙来源区大暴雨。干流潼关至小浪底河段出现千年来最高洪水位。推算陕县洪峰流量36000立方米/秒，最大十二天洪水总量119亿立方米。重现期可视为千年一遇。为从明初1385年有水灾记载以来最大洪水。从水文考古判断至少是唐朝开元二十一年（公元733年）以来最高洪水位。[9]小浪底断面洪峰流量为32000立方米/秒。河南巡抚鄂顺安润七月八日奏折：“又据、陕州、新安、渑池、武陟、郑州、荥泽等州县禀报，该州县地居中河九堡之上游，因七月十四等日黄水陡涨二丈有余，满溢出槽，以致沿河民房田禾均被冲损……现已报到，被洪水浸淹者共二十三州县，被雨水淹浸者共十七州县，淹及城垣者共七县，汜水、陈留二县情形为最重。洪水下泄至中牟，将原已在农历六月溃决夺溜的口门又复冲宽至360丈，大量洪水均由中牟口门向东南漫流，经贾鲁河入涡河、大沙河夺淮归洪泽湖。被淹范围包括河南、安徽境内西起扶沟、西华，东至通许、太康、鹿邑、亳州，南至洪泽湖。清政府举国家之力实施了大型“中牟大工”堵口工程，两次堵口分别花费白银600余万两和500余万两，占据了财政收入的15%和12%左右，还未包含常年的基本护理、抢修等基本开支。[10]
- 1933年8月上旬，黄河中游河口镇至陕县间发生自1843年以来最大洪水。陕县站洪峰流量22000立方米/秒。
- 1949年9月14日，花园口水文站洪峰流量达12300立方米每秒；陕县10000立方米每秒以上洪峰流量持续99个小时。[11]
- 1954年8月12日花园口站15000立方米每秒洪水 [12]
- 1958年7月14日至18日黄河三门峡至花园口区间发生大暴雨洪水。7月17日晚花园口站出现了自1919年实测记录以来的最大洪峰流量22300立方米/秒。12天总洪量达82.6亿立方米。是自1919年黄河历史上有水文实测资料以来的最大洪水。[13]京广铁路黄河铁路桥主桥5个桥墩偏移，11号桥墩被洪水冲毁，相邻两孔桥身塌落水中，京广铁路中断。经14个昼夜的连续奋战，8月2日，黄河老桥恢复通车。
- 1982年7月29日至8月2日黄河三门峡至花园口区间降大暴雨、局部特大暴雨。黄河三花间干流及伊洛河相继涨水。8月2日18时花园口站出现流量15300立方米/秒的洪峰，7天洪量50.2亿立方米，10000立方米/秒以上流量持续52小时，是1958年以来的最大洪水。黄河下游滩区普遍进水偎堤，伊洛河夹滩和两岸洪泛区漫决进水，淹没面积约260多平方公里，滞蓄水量约4.6亿立方米。为减轻艾山以下防洪负担，运用了东平湖老湖分洪蓄水4亿立方米。历经7天，洪峰于8月9日入海。[14]

### 源流考证
黄河发源于青海巴颜喀拉山脉群山之间，但真正源头位置长期以来存有争议。历史上人们对黄河源头的认识有一个过程。

#### 古代

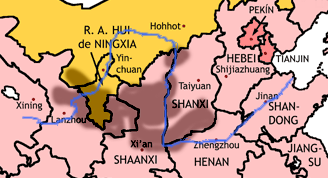
黄河流經黄土高原的范围

《尚书·禹贡》曾有“导河积石，至于龙门”的记载，“积石”在现今青海省循化撒拉族自治县附近的阿尼玛卿山，离黄河源头还有距离。《山海经》、《尔雅》、《水经注》有河出昆仑的记载。西汉张骞出使西域后，有黄河发源于阗，东流至盐泽，再潜行地下，南出为河源的说法。这些说法都不确切，但却延续到隋唐时期。
隋唐以后人们逐渐对黄河河源建立了正确的认识。隋炀帝大业五年（609年）灭吐谷浑后置河源郡，即现今青海果洛藏族自治州和海南藏族自治州部分地区，表明人们已知黄河发源于此。唐太宗贞观九年（635年）为平定吐谷浑叛乱，将领李靖、侯君集、李道宗曾率领人马到达星宿海一带，《新唐书》载他们“次星宿川，达柏海上，望积石山，览观河源”。唐宋以来，长期将星宿海称为黄河源头。
至元代人们开始对对黄河河源进行实地考察。元至元十七年（1280年）元世祖忽必烈派都实等人勘察黄河河源，对星宿海一带作了详细考察。1315年潘昂霄根據都實的調查寫成《河源志》一書，明確指出黃河發源於星宿海西南百餘里處，該處有「水從地湧出如井，其井百餘」。
明洪武十五年（1382年），宗泐和尚奉使西藏归朝，经过河源地区时，曾对其进行考察，并赋诗一首《望河源》，在诗序中他指出河源出自巴颜喀拉山的东北，而且是黄河和长江上源的分水岭，这在河源认识上成为了一次突破。

#### 清代

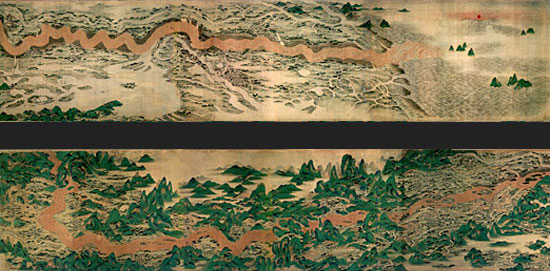
清代黄河图

清初中原地区和河源地区往来更加密切，时人已经逐渐了解到在黄河上源区有“古尔班索罗谟”（蒙语意为三条支河），但具体情况并不清楚。清康熙四十三年（1704年），康熙命拉锡、舒兰探黄河河源。他们到达星宿海，发现星宿海上源还有三条河流，但并未追至源头。拉锡、舒兰归京后绘有《河源图》，舒兰还写有《河源记》。康熙末年组织全国性的地形测量，康熙五十六年（1717年）派喇嘛楚儿沁藏布、兰木占巴及理藩院主事胜住等人前往河源地区进行测量，此行“逾河源，涉万里”，回京后将测量结果绘入《皇舆全览图》。此次测绘把星宿海以上的河源也勘查和绘制出来。
清乾隆中期，齐召南利用《皇舆全览图》及其他资料，编著《水道提纲》，其中将黄河上源三条支流中间一支阿尔坦河（今天的约古宗列曲）定位正源。乾隆四十七年（1782年），由于黄河下游决口泛滥，难以堵塞，于是乾隆命门侍卫阿弥达“恭祭河源”。阿弥达到达星宿海以西300里处，对星宿海上源三条河流进行了实地勘查，认定星宿海西南的阿勒斯坦郭勒河（即今卡日曲）为黄河上源。

#### 现代

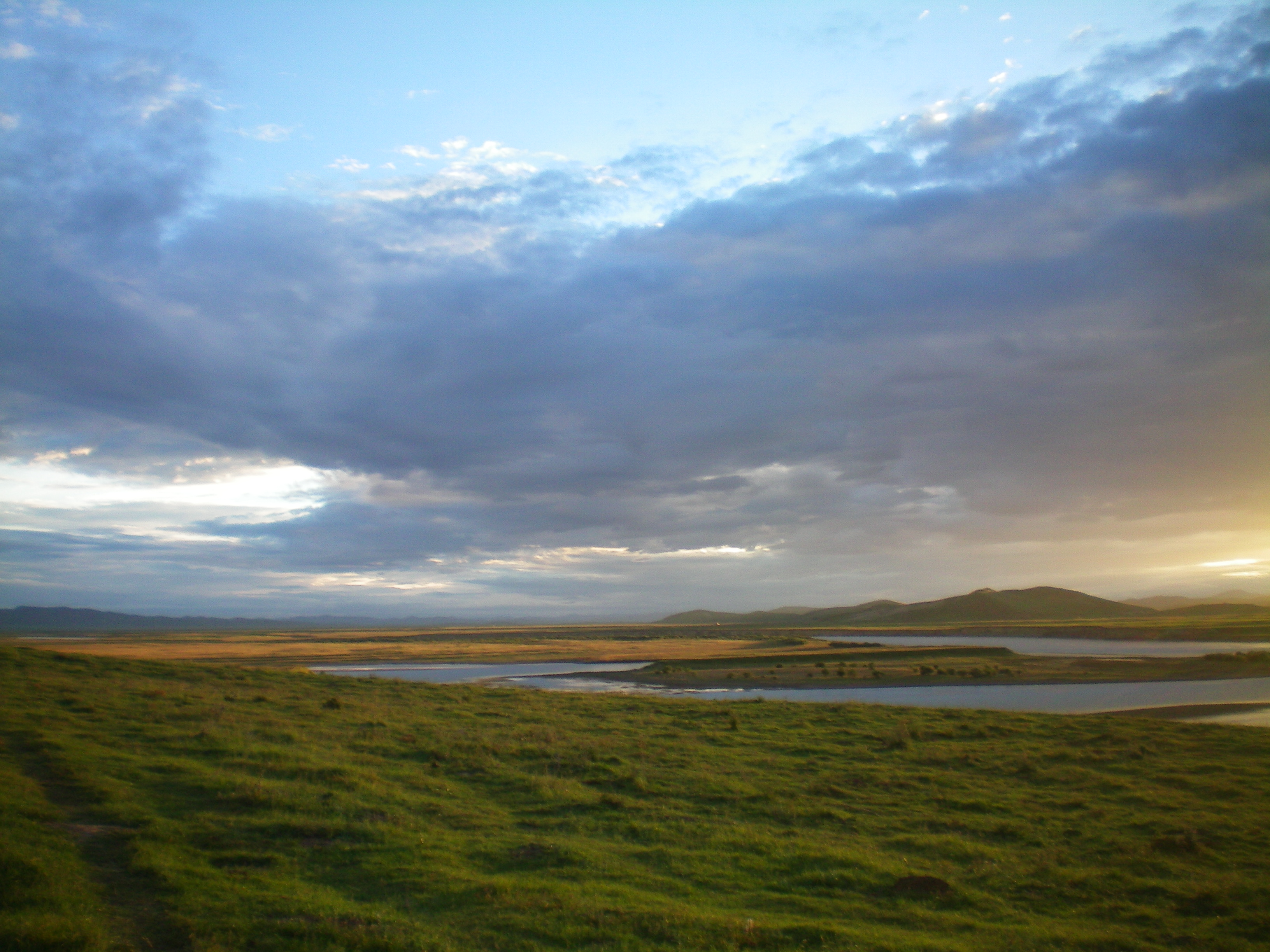
黄河上游河段——玛曲

19世纪末到20世纪初，西方探险者和地理学家深入青藏高原进行考察活动，他们也曾到达河源地区搜集自然、人文资料，如印度人阿喀，法国人窦脱勒、敖伦，俄国人普尔热瓦尔斯基、士纳可、科兹洛夫，德国人费士勒、台裴尔等。中华人民共和国成立后，多次组织对黄河源头进行考察。1952年，由黄河水利委员会组织，在项立志、董在华率领下，对黄河河源进行了数月勘查。河源勘查队认定约古宗列曲为黄河正源，雅合拉达合泽山是它的源头，鄂陵湖在上，扎陵湖在下。这一结果与前人考察结果不相吻合，在学术界引起争论，但黄河发源于约古宗列曲的说法广为流传。1978年，青海省邀请中央和地方有关科研专业人员，再次对黄河源头和扎陵、鄂陵两湖进行实地勘查，确认卡日曲为黄河正源，扎陵湖在上，鄂陵湖在下。1981年—1982年，学者杨联康徒步考察了黄河全程。他认为黄河最远源流是始于巴颜喀拉山山脊的拉郎情曲，它长于约古宗列曲30.5公里，长于卡日曲11.9公里。1985年，黄河水利委员会根据历史传统和各家意见，确认玛曲为黄河正源，并在约古宗列盆地西南隅的玛曲曲果树立了黄河源标志。
星宿海上源的三条支流分别是扎曲、约古宗列曲和卡日曲。扎曲居于最北部，发源于查哈西拉山，河长70公里，河道窄，支流少，水量有限，一年中大部分时间断流。约古宗列曲位于星宿海西，在三条上源中居中，发源于约古列宗盆地西南隅，海拔4750米，水量甚小，为宽1.0-1.5米，深0.1-0.2米的小溪。南部支流为卡日曲，发源于巴颜喀拉山支脉各姿各雅山的北麓，海拔约4800米，有5处泉水从谷中涌出，汇成宽约3米，深0.3-0.5米，流速约3米/秒的一条小河，河流终年有水。约古宗列曲与卡日曲汇合成黄河源头最初的河道玛曲，然后注入星宿海。根据十万分之一航测地图测量，卡日曲比约古列宗曲长25公里。卡日曲流域面积为3126平方公里、约古宗列曲为2372平方公里。在卡日曲的和古宗列曲汇合处附近，测得卡日曲流量为6.3立方米/秒、约古宗列曲为2.5立方米/秒。据此，1978年的黄河源头考察认定卡日曲为黄河正源。

## 水文与自然地理

### 分界
黄河上、中、下游的分界有多种说法。黄河水利委员会以河口与桃花峪划分上、中、下游；传统的中学教科书以河口与孟津划分上、中、下游；学者杨联康经考察后认为以青铜峡、孟津划分更合适；学者许韶立主张以河南省焦作市武陟县嘉应观作为黄河中下游分界线。依据黄河鱼类种群的分布特点和黄河流域地质历史，李思忠认为甘肃与宁夏交界地段（卫宁平原西端起点）的黑山峡出口可作为黄河干流上游与中游的分界。他与原山西大学殷源洪教授均认为壶口瀑布可作为黄河干流中游与下游的天然分界：黄河上游流经青藏高原山地及高寒沼泽草原；中游贯穿宁蒙高原、鄂尔多斯高原、黄土高原的冲积平原及荒漠，呈“{\displaystyle \cap }”形河套 ；下游流经汾渭盆地、晋豫峡谷 等低海拔地堑谷地及华北平原地区。

#### 上游

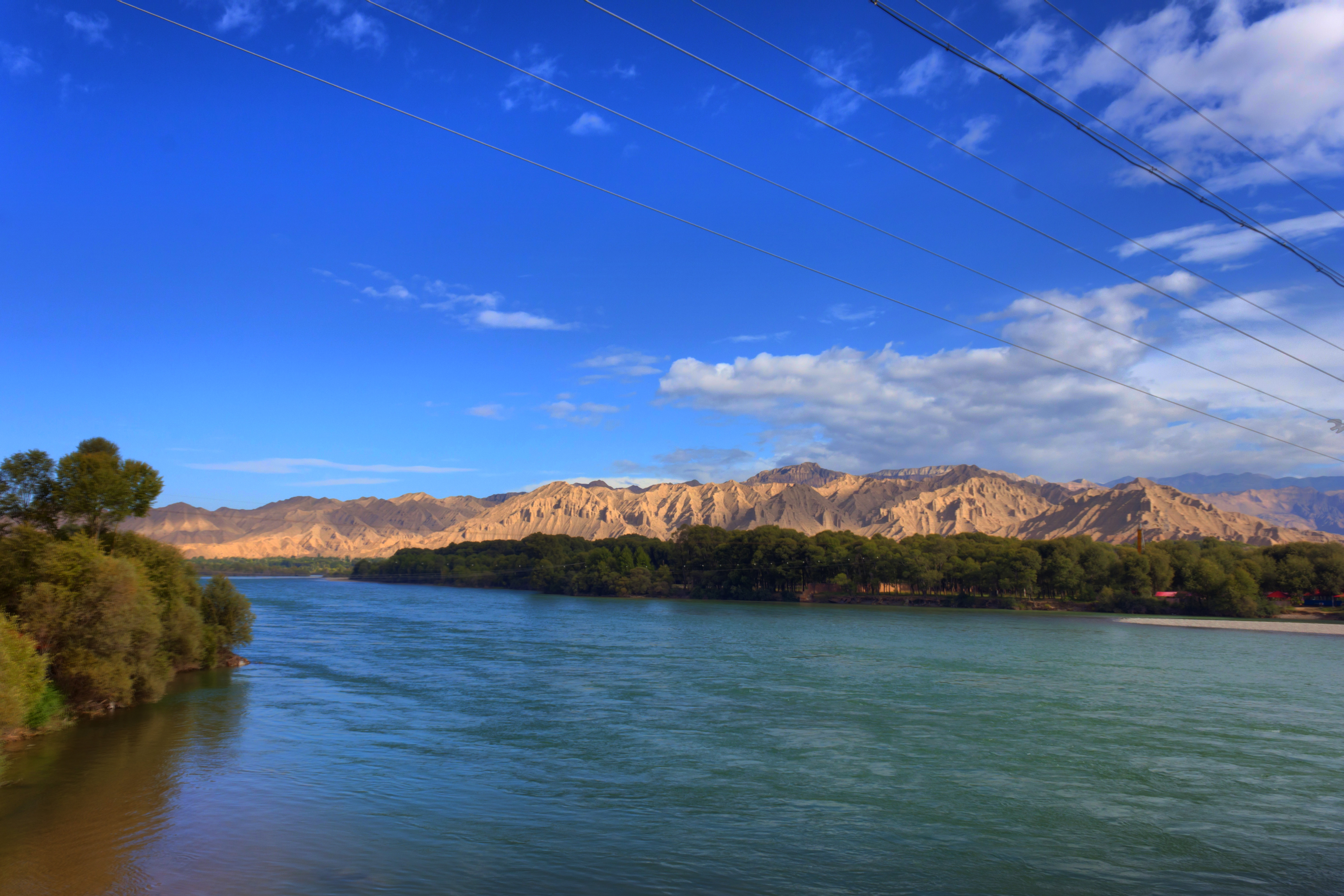
青海省贵德县附近的黄河

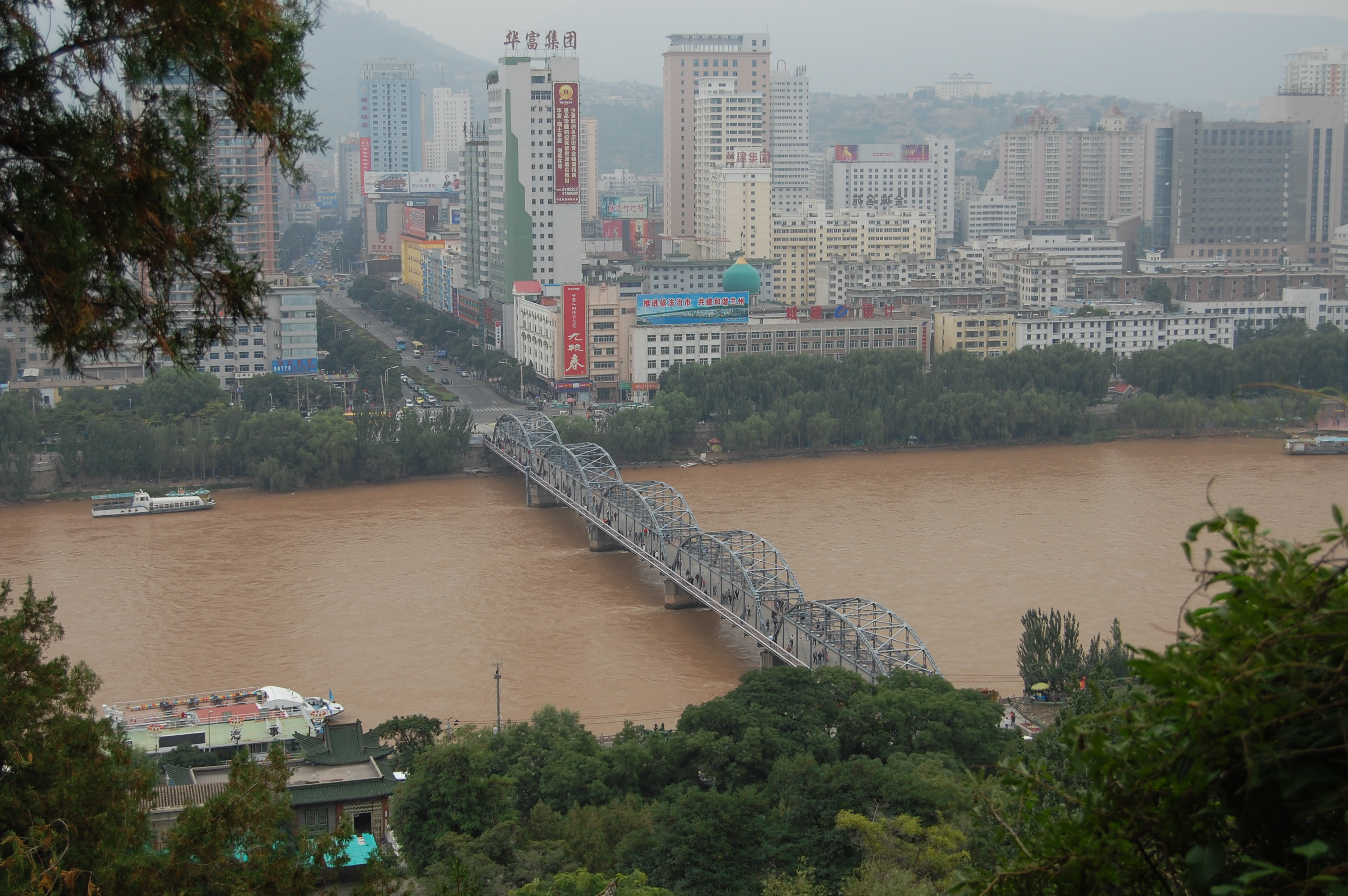
在兰州的“黄河第一桥”中山橋

内蒙古托克托县河口镇（今河口村）以上的黄河河段为黄河上游。上游河段全长3472公里，流域面积38.6万平方公里，流域面积占全黄河总量的51.3%。上游河段总落差3496米，平均比降为1.01‰；河段汇入的较大支流（流域面积1000平方公里以上）43条，径流量占全河的54%；上游河段年来沙量只占全河年来沙量的8%，水多沙少，是黄河的清水来源。上游河道相继受昆仑山东脉的阿尼玛卿山、西倾山及广义祁连山脉南缘的青海南山所制约而呈Ｓ形弯曲。黄河上游根据河道特性的不同，又可分为河源段、峡谷段和冲积平原三部分。
从青海卡日曲至青海贵德龙羊峡以上部分为河源段。河源段从卡日曲始，经星宿海、扎陵湖、鄂陵湖到玛多，经果洛山、岷山、阿尼玛卿山（积石山）与西倾山间的若尔盖沼泽草地，再以S形先转向西北宽峪谷区，又转向东北龙羊峡，到达青海贵德。 该段河流大部分流经于三四千米的高原上，河流曲折迂回，两岸多为湖泊、沼泽、草滩，水质较清，水流稳定，产水量大。河段内有扎陵湖、鄂陵湖，两湖海拔高程都在4260米以上，蓄水量分别为47亿立方米和108亿立方米，为中国最大的高原淡水湖。青海玛多至甘肃玛曲区间，黄河流经巴颜喀拉山与阿尼玛卿山之间的古盆地和低山丘陵，大部分河段河谷宽阔，间或有几段峡谷。甘肃玛曲至青海贵德龙羊峡区间，黄河流经高山峡谷，水流湍急，水力资源丰富。发源于四川岷山的支流白河、黑河在该段内汇入黄河。

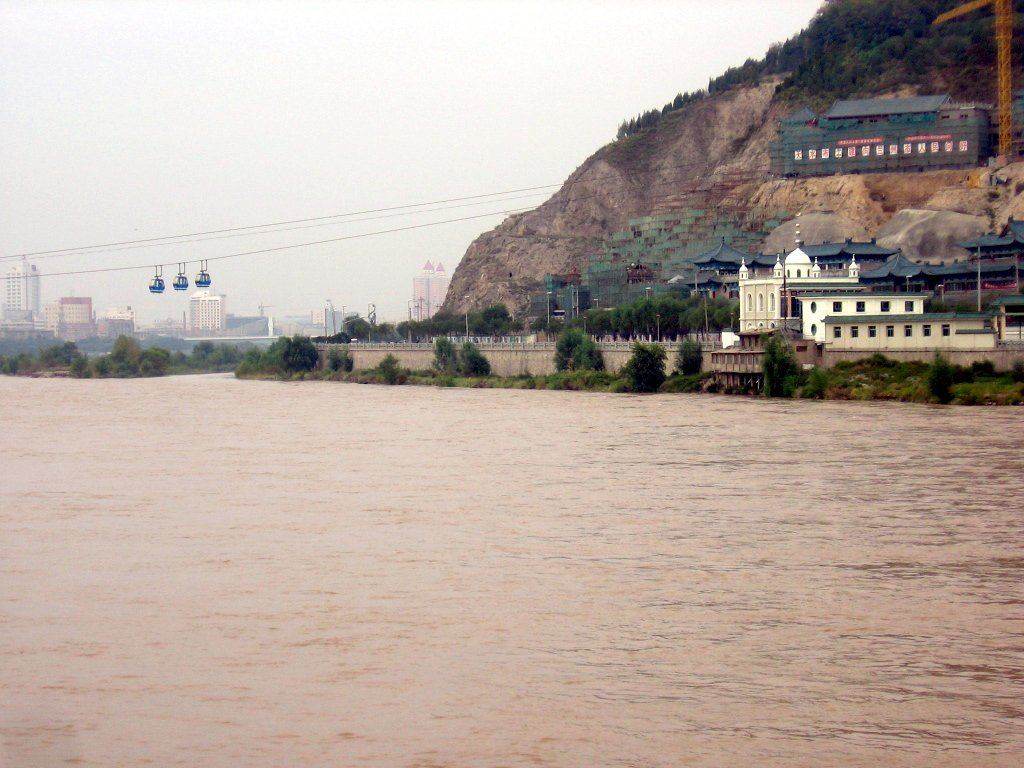
兰州境内的一段黄河

从青海龙羊峡到甘肃、宁夏交界的黑山峡为峡谷段；黑山峡至青铜峡段流经卫宁平原（宁夏的冲积平原），地势平坦多沙洲，两岸河渠甚多。该区河道流经山地丘陵，因岩石性质的不同，形成峡谷和宽谷相间的形势：在坚硬的片麻岩、花岗岩及南山系变质岩地段形成峡谷，在疏松的砂页岩、红色岩系地段形成宽谷。该区段有龙羊峡、积石峡、刘家峡、八盘峡、青铜峡等20个峡谷，峡谷两岸均为悬崖峭壁，河床狭窄、河道比降大、水流湍急。贵德至兰州间，是黄河三个支流集中区段之一，有洮河、湟水等重要支流汇入，使黄河水量大增。龙羊峡至宁夏下河沿的干流河段是黄河水力资源的“富矿”区，也是中国重点开发建设的水电基地之一。
从宁夏青铜峡至内蒙古托克托县河口镇部分为冲积平原段。黄河出青铜峡后，沿鄂尔多斯高原的西北边界向东北方向流动，然后向东直抵河口镇。沿河所经区域大部为荒漠和荒漠草原，基本无支流注入，干流河床平缓，水流缓慢，两岸有大片冲积平原，即著名的河套平原（河套的宁夏部分的西套，河套的内蒙古部分的东套）。沿河平原不同程度地存在洪水和凌汛灾害。河套平原呈“几”字形，西起宁夏中卫沙坡头区黑山峡，东至内蒙古清水河县的喇嘛湾，是著名的引黄灌区，灌溉历史悠久，自古有“黄河百害，唯富一套”的说法。

#### 中游

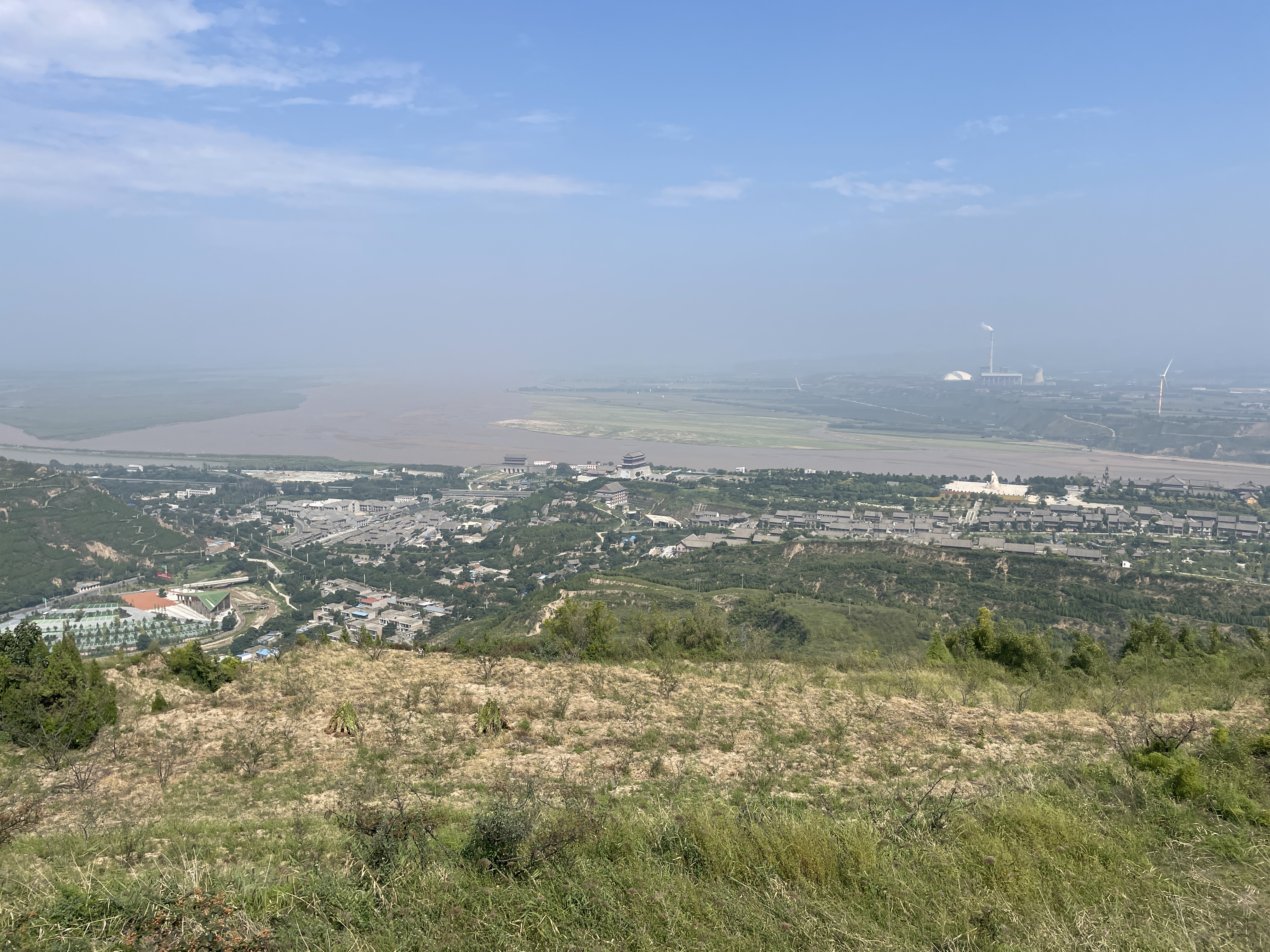
渭河于潼关汇入黄河

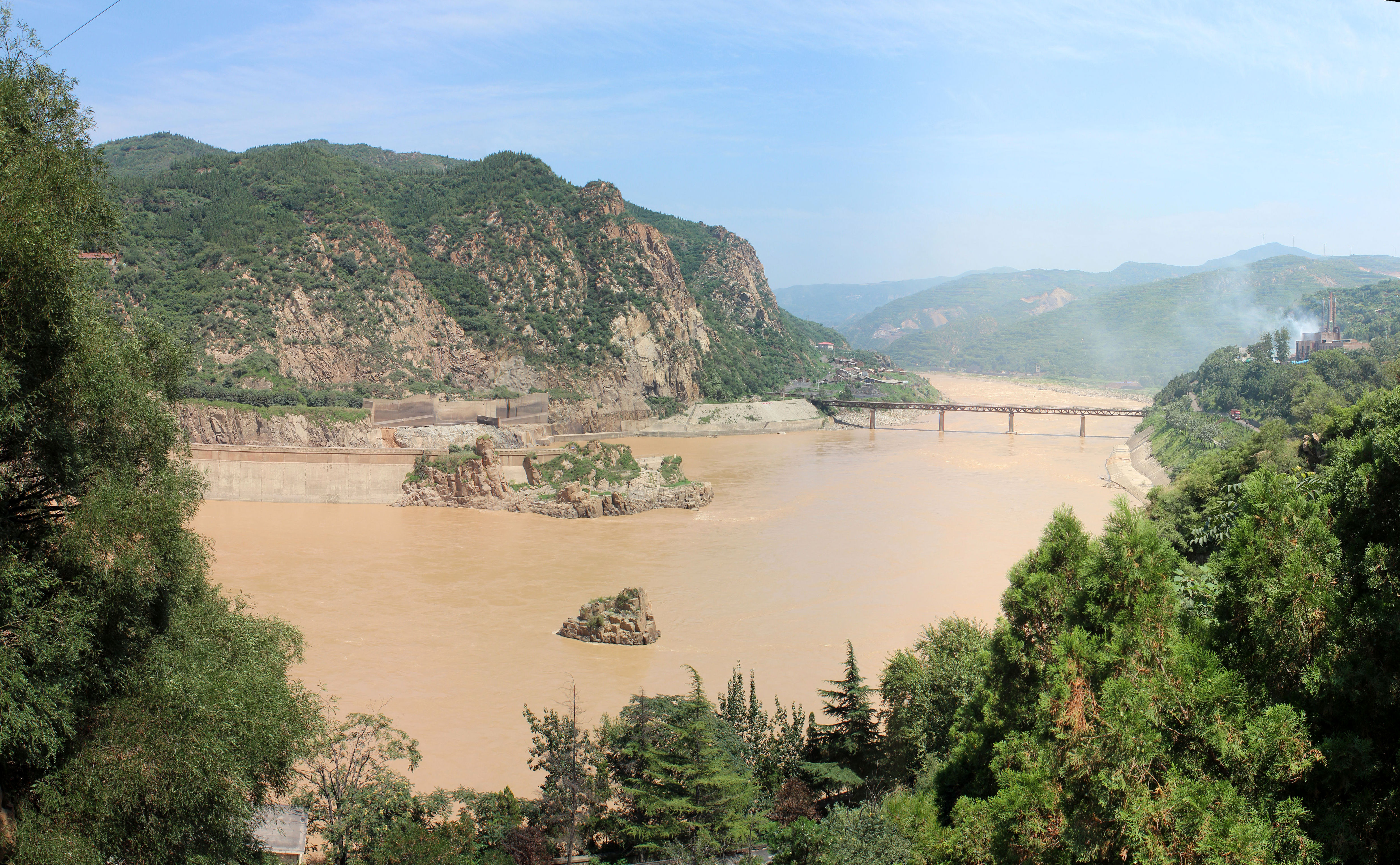
河南三门峡境内的黄河

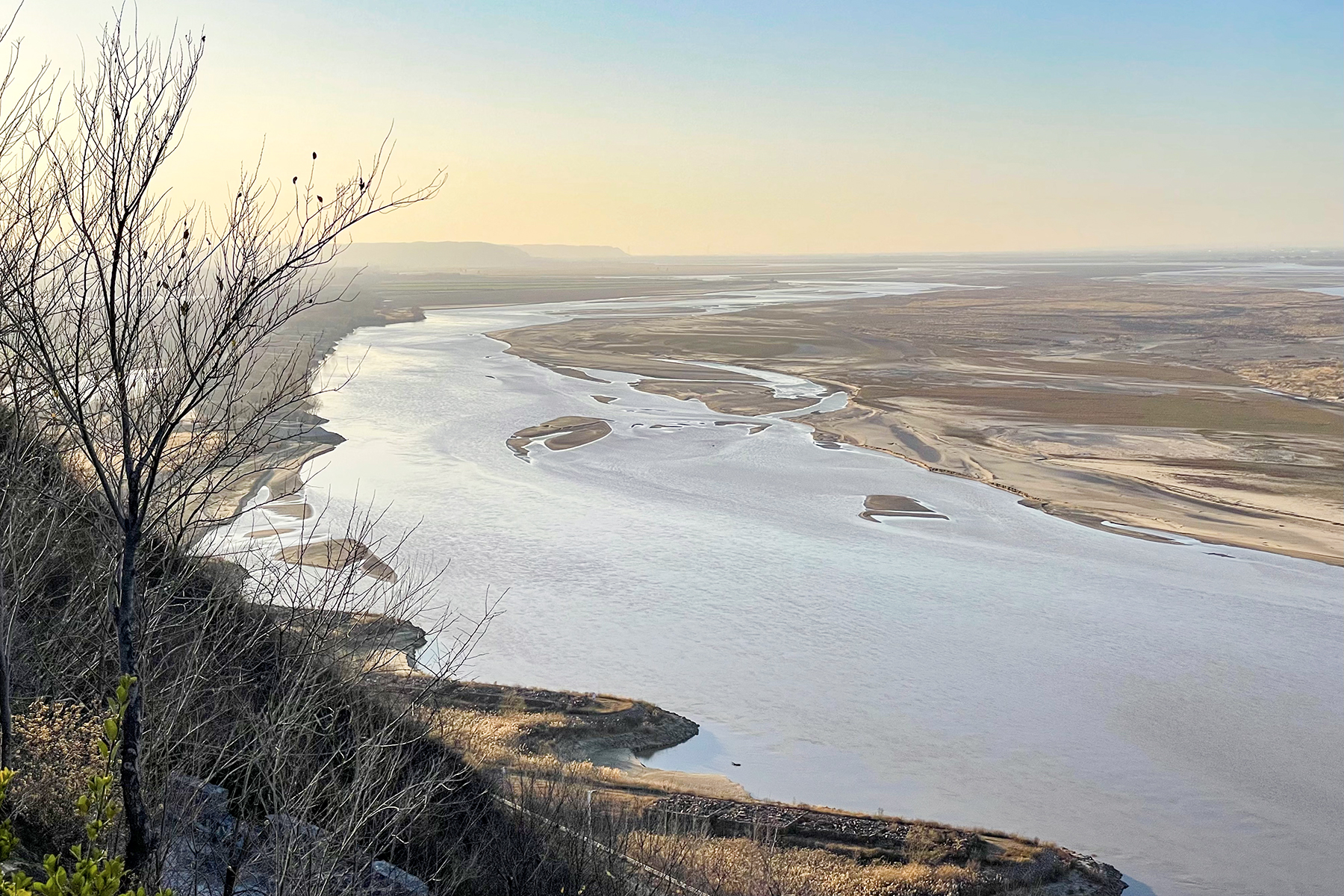
河南荥阳境内的黄河

内蒙古托克托县河口镇（今河口村）至河南郑州桃花峪间的黄河河段为黄河中游，河长1206公里，流域面积34.4万平方公里，占全流域面积的45.7%；中游河段总落差890米，平均比降0.74‰；河段内汇入较大支流30条；区间增加的水量占黄河水量的42.5%，增加沙量占全黄河沙量的92%，为黄河泥沙的主要来源。
河口镇至禹门口是黄河干流上最长的一段连续峡谷—晋陕峡谷，接纳了黄土高原大小上百条支流，为黄河支流最多的河段。该河段西侧有源于鄂尔多斯的窟野河、秃尾河及无定河等，和始于陕北白于山南侧的延川河、延河、云岩河等注入; 东侧有始于管涔山西侧的浑河、偏关河及朱家川，芦芽山和吕梁山西侧的岚漪河、蔚汾河、湫水河、三川河及昕水河等注入。 比降很大，河道窄，坡降大，水流湍急，水力资源丰富，是黄河第二大水电基地。河段内支流绝大部分流经黄土丘陵沟壑区，水土流失严重，是黄河粗泥沙的主要来源，全河多年年均输沙量16亿吨中有9亿吨来源于此区间。峡谷下段有著名的壶口瀑布，深槽宽仅30—50米，枯水水面落差约18米，气势宏伟壮观。位于壶口瀑布之下约65公里的禹门口又称龙门；此处河中有一孤山将河分为二；为传说中大禹治水、鲤跃龙门所在地。
禹门口至三门峡区间，黄河流经汾渭平原，河谷展宽，水流缓慢。河段两岸为渭北及晋南黄土台塬，是陕晋两省的重要农业区。该河段接纳了汾河、洛河、泾河、渭河、伊洛河、沁河等重要支流，是黄河下游泥沙的主要来源之一，多年年均来沙量5.5亿吨。该干流河段在禹门口至潼关（即黄河小北干流）的132.5公里河道，冲淤变化剧烈，河道左右摆动很不稳定：“十年河东，十年河西”，即指此处河道经常的东西滚变。
该河段在潼关附近受山岭约束，河谷骤然缩窄，形成宽仅1000餘米的天然卡口，潼关河床的高低与黄河小北干流、渭河下游河道的冲淤变化有密切关系，故此有“潼关高程”这一水文术语。
三门峡至桃花峪区间的河段由小浪底而分为两部分：小浪底以上，河道穿行于中条山、崤山之间，为黄河干流上的最后一段峡谷；小浪底以下，河谷渐宽，是黄河由山区进入平原的过渡地段。

#### 下游

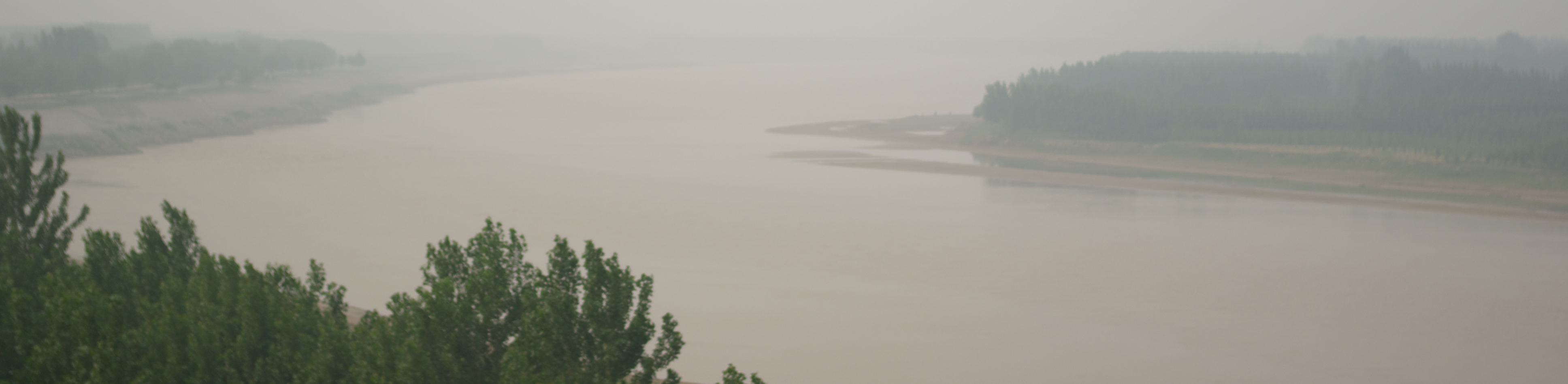
流经山东省高青县的黄河，离入海口70公里

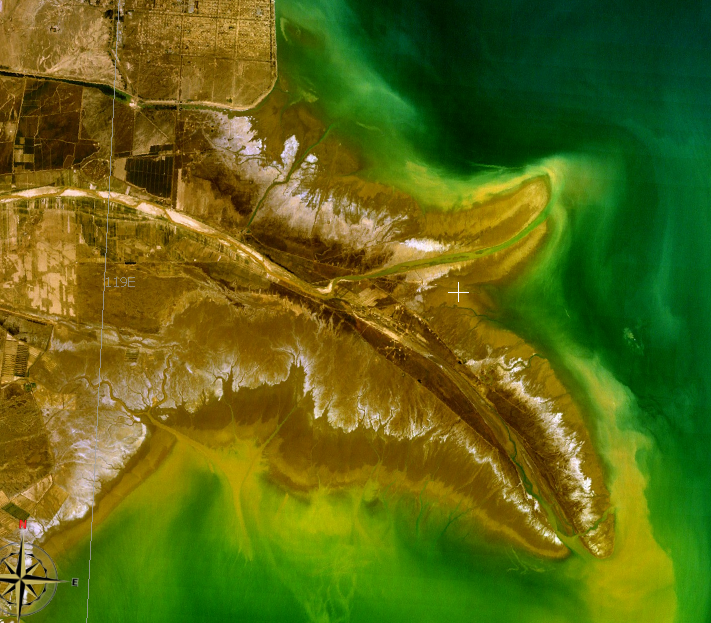
黃河河口的衛星照片

河南郑州桃花峪以下的黄河河段为黄河下游，河长786公里，流域面积仅2.3万平方公里，占全流域面积的3%；下游河段总落差93.6米，平均比降0.12%；区间增加的水量占黄河水量的3.5%。由于黄河泥沙量大，下游河段长期淤积形成“地上河”，黄河约束在大堤内成为海河流域与淮河流域的分水岭。除大汶河由东平湖汇入外，本河段无较大支流汇入。
下游河段除南岸东平湖至济南间为低山丘陵外，其余全靠堤防挡水，堤防总长1400余千米。历史上，下游河段决口泛滥频繁，给中华民族带来了沉重的灾难。由于黄河下游由西南向东北流动，冬季北部的河段先行结冰，从而形成凌汛。凌汛易于导致冰坝堵塞，造成堤防决溢，威胁也很严重。
下游河段利津以下为黄河河口段。黄河入海口因泥沙淤积，不断延伸摆动。目前黄河的入海口位于渤海湾与莱州湾交汇处，是1976年人工改道后经清水沟淤积塑造的新河道。最近40年间，黄河输送至河口地区的泥沙平均约为10亿吨/年，每年平均淨造陸地25至30平方公里。

### 主要支流与湖泊
黄河主要支流有白河、黑河、洮河、湟水（大通河）、庄浪河 、祖厉河、清水河、大黑河、窟野河、无定河、汾河、渭河、洛河、沁河、大汶河等。其中渭河为黄河的最大支流。
黄河流域的主要湖泊有鄂陵湖、扎陵湖、岗纳格玛错、阿涌贡玛错、乌梁素海、沙湖、红碱淖、运城盐湖、东平湖等。

### 干流峡谷
黄河干流上的峡谷共有30处，位于上游河段的28处，位于中游段流的2处，下游河段流经华北平原，没有峡谷分布。干流峡谷段累计长1707公里，占干流全长的31.2%。
茫尕峡—多石峡—麦多唐贡玛峡—官仓峡—拉加峡—野狐峡—拉干峡—龙羊峡—阿什贡峡—松巴峡—李家峡—公伯峡—积石峡—寺沟峡—刘家峡—牛鼻子峡—朱喇嘛峡—盐锅峡—八盘峡—柴家峡—桑园峡—大峡（下峡）—乌金峡—红山南峡—红山北峡—黑山峡—虎峡—青铜峡—晋陕峡谷—晋豫峡谷（包括三门峡—任家堆—八里胡同—小浪底）

#### 壶口瀑布
黄河流经晋陕峡谷时形成的壶口瀑布是黄河最大的天然瀑布，也是中国著名瀑布，为壶口瀑布国家地质公园所在地。东为山西省吕梁山脉南端的火焰山，西为陕西省黄龙山。黄河干流奔流至此，上宽下窄，水流直下，非常壮观。

## 生態
由于建壩、引进外来鱼种、断流、水资源过度利用、水域污染、过度捕捞等因素影响，黄河近年土著鱼类的种群数量及多样性大幅减少。 近来若干论文将李思忠1965年发表的黄河鱼类研究数据、何志辉等1980年代调查黄河水系渔业资源资料与现状调查采集结果相比较，显示半个多世纪以来黄河鱼类多样性大幅降低，土著鱼类种类减少了大约一半。
根据水产学者的调查和研究，黄河流域渔获量自1970年代开始急剧下降，鱼类群体结构也在发生变化，渔获物个体年龄、体重组成也在下降。近十几年的调査结果显示，黄河上游优势种是花斑裸鲤、拟鲶高原鳅，中游的优势种是兰州鲶，小浪底水库以下河段的优势种是鲫鱼。
黄河流域禁渔期从2018年起被设定为每年4月1日至6月30日，涵盖黄河干流、13条支流，及扎陵湖、鄂陵湖和东平湖；黄河上游青海段自2021年8月1日起在黄河干流及主要支流对天然鱼类实行禁捕。 2022年2月农业农村部宣布对黄河禁渔期进行调整：黄河干流青海段、四川段和甘肃段（即黑山峡出口以上黄河上游）和相关支流从2022年4月1日起至2025年12月31日实行全年禁渔；宁夏段及以下黄河干流、相关支流每年禁渔期设为4月1日至7月31日。

## 灾害与治理

### 水土流失
黄河流域在公元前3000-2000年间（黄河流域仰韶文化时期至安阳殷墟）的地理环境适宜于植被的生长与人类生产生活活动的开展，高出约2℃的气候环境为农作物和植被的发展创造了优良的条件。在这一时期，黄河中下游流域有雷夏泽、大野泽等大量的湖泊存在。《孟子·滕文公上》曾记载黄河流域“草木畅茂，禽兽繁殖”，关中平原直到中国战国时期依然有着“山林川谷美，天才之力多”。
战国以后随着铁农具的广泛使用和秦国经济中心向关中迁移，黄河流域与黄土高原的植被开始遭到破坏。由于黄河流域在很长一段时间内一直是中国文明的中心之地，加之以古代中国重农轻牧的现象，黄河流域植被破坏成为长期、大量的现象。随着公元15世纪30年代全球气候转冷的开始，伴随着中国经济中心的南迁，黄河流域的生态破坏开始减少，然而森林覆盖已经难以恢复到公元前3世纪的状况。并随着植被的破坏，黄土高原开始受到黄河的侵蚀而被卷走大量的土壤，形成千沟万壑的地表形态。

### 断流

黄河沿岸主要城市

1970年代起，由于經濟發展、工業及農業的耗水量大增，大量河水被抽走，黃河的徑流量由1950年代的575億立方米，急劇下跌至1990年代中期的187億立方米，黃河的生態系統嚴重退化。从1972年到1999年，28年间，黄河下游干流断流22年，断流最严重时，距入海口的长度达704公里。断流，一度让河流生态系统濒临崩溃，湿地面积萎缩，百姓生产生活受到影响。
鑑於黃河斷流情況嚴重，中國政府自1998年起，開始限制用水及修整河道。 2006年，《黄河水量调度条例》正式由国务院颁布实施。从1999年8月至今，黄河已实现连续23年未断流。

### 悬河
由于泥沙淤积，全长5464公里的黄河的大部分河段里，河床都高于流域内的城市、农田，全靠大堤约束，它因而被称为“悬河”。在内蒙古巴彦淖尔市西南部的磴口县，黄河河道比县城所在地平均高出4至6米。

### 治理
黃河治理是歷代中國統治者的難題，黃河決堤往往意味著大規模的流離失所和王朝換代。「聖人出黃河清」，是否能治理好黃河，和古代政權統治的合法性，有效性和穩定性息息相關。
中国政府计划在“十四五”规划期间，加大上游重点生态系统保护和修复力度，筑牢三江源“中华水塔”，提升甘南、若尔盖等区域水源涵养能力。创新中游黄土高原水土流失治理模式，积极开展小流域综合治理、旱作梯田和淤地坝建设。推动下游二级悬河治理和滩区综合治理，加强黄河三角洲湿地保护和修复。开展汾渭平原、河套灌区等农业面源污染治理，清理整顿黄河岸线内工业企业，加强沿黄河城镇污水处理设施及配套管网建设。实施深度节水控水行动，降低水资源开发利用强度。合理控制煤炭开发强度，推进能源资源一体化开发利用，加强矿山生态修复。优化中心城市和城市群发展格局，统筹沿黄河县城和乡村建设。实施黄河文化遗产系统保护工程，打造具有国际影响力的黄河文化旅游廊带。建设黄河流域生态保护和高质量发展先行区。
《中华人民共和国黄河保护法》于2022年10月30日经全国人大常委会通过，2023年4月1日起正式施行。黄河保护法是继长江保护法后，中国第二部流域法律。

## 人工設施

### 水利枢纽
- 三门峡水利枢纽：山西平陆、河南三门峡市交界处，1960年投入使用。
- 三盛公水利枢纽：内蒙古磴口，1966年投入使用。
- 青铜峡水利枢纽：宁夏青铜峡市，1968年投入使用。
- 刘家峡水电站：甘肃永靖，1974年投入使用。
- 盐锅峡水利枢纽：甘肃永靖，1975年投入使用。
- 天桥水利枢纽：山西保德、陕西府谷交界处，1977年投入使用。
- 八盘峡水利枢纽：甘肃兰州，1980年投入使用。
- 龙羊峡水电站：青海共和，1992年投入使用。
- 大峡水利枢纽：甘肃兰州，1998年投入使用。
- 李家峡水电站：青海化隆，1999年投入使用。
- 万家寨水利枢纽：山西偏关、内蒙古准格尔旗交界处，1999年投入使用。
- 小浪底水利枢纽：河南济源和孟津交界处，2001年投入使用。
- 公伯峡水电站：青海循化，2006年投入使用。
- 拉西瓦水电站：青海贵德、贵南两县交界处，2022年完全投入使用，是黄河干流最大的水电站。

黄河流域潼关以上地区共有大型水库26座，中型水库170座。
另请参看：黄河大堤、黄河防凌、汴渠、鸿沟、京杭运河、茅津渡、南水北调工程、河套灌区

### 交通設施
由于黄河的一些地理及氣候的先天性原因（如凌汛等），虽然是中国第二大河，但黄河的航运能力有限，目前仅实现局部河段季节通航。而黄河的全河段通航也在规划中。
跨越黄河的公路、铁路设施有：
- 济南黄河斜拉桥：山东省济南市北侧。1978年12月开工，1981年底建成，1982年7月正式投入运营。曾更换几次钢索。
- 济南黄河浮桥：只在非汛期（夏汛和凌汛）使用，位于市北泺口渡口，免费使用。
- 兰州黄河铁桥：甘肃省兰州市城北。始建于清光绪三十三年（公元1907年），竣工于宣统元年（公元1909年）。
- 郑州黄河桥：河南省郑州市以北
- 青银高速济南黄河大桥：山东省济南市以北。主桥规模在目前同类桥梁中位居世界第二、亚洲第一。
- 兰州轨道交通1号线：2015年12月底迎门滩至马滩区间右线地铁隧道由黄河北岸顺利掘进至黄河南岸，史上首次有地底隧道穿越黃河。[53]

## 文化

### 黄河文明

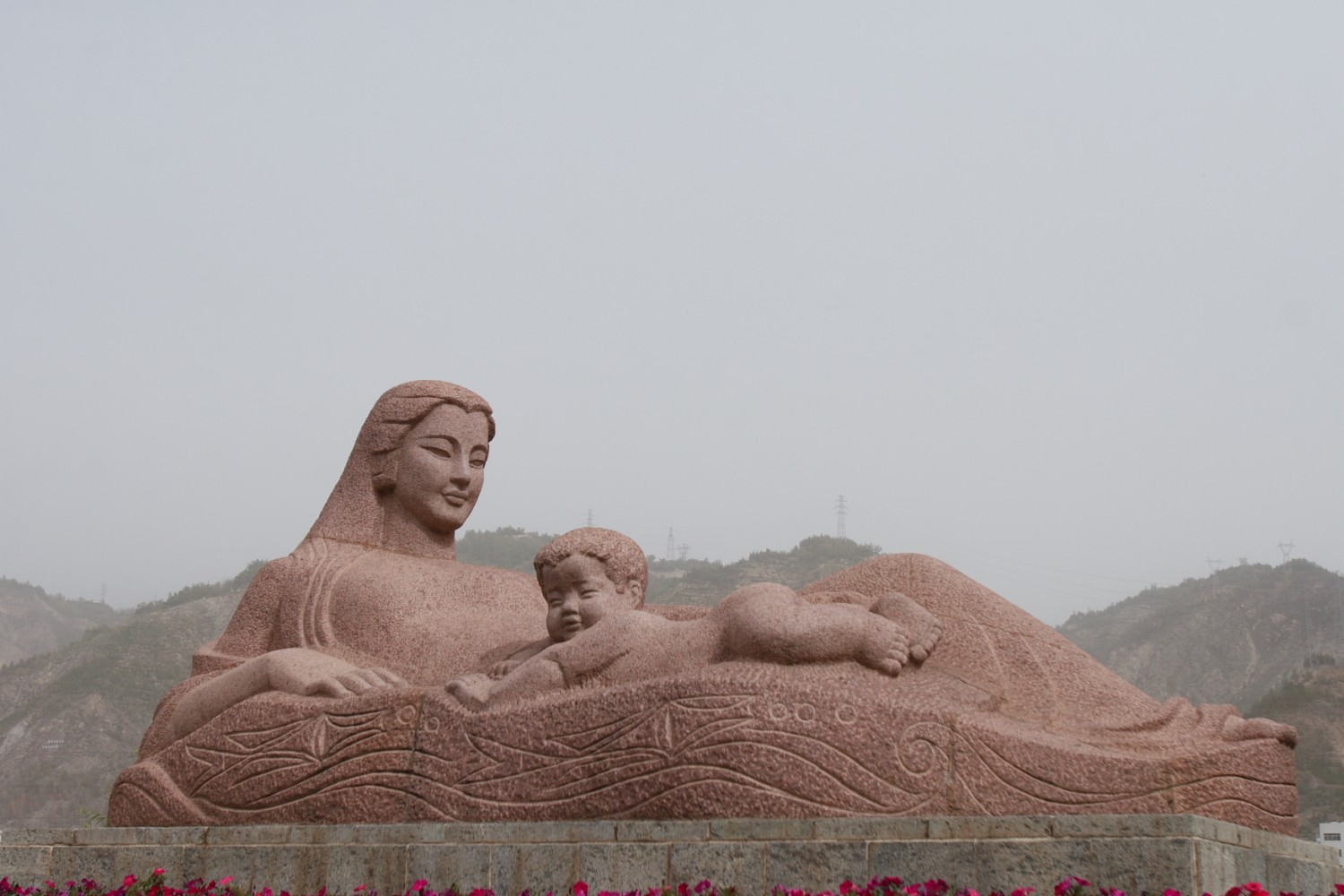
兰州的黄河母亲雕像

黄河文明和長江文明並稱爲中华文化的摇篮。

### 文艺作品
- 诗句
  - 君不见，黄河之水天上来，奔流到海不复回。——李白《将进酒》
  - 欲渡黄河冰塞川，将登太行雪满山。——李白《行路难》
  - 黄河落天走东海，万里写入胸怀间。——李白《赠裴十四》
  - 黄河远上白云间，一片孤城万仞山。——王之涣《凉州词》
  - 白日依山尽，黄河入海流。——王之涣《登鹳雀楼》
  - 大漠孤烟直，长河落日圆。——王维《使至塞上》
  - 九曲黄河万里沙，浪淘风簸自天涯。——刘禹锡《浪淘沙》
- 音乐作品：《黄河大合唱》、《黃河協奏曲》
- 电影：《黄土地》

### 旅游资源
黄河博物馆 - 花园口 - 壶口瀑布 - 后冈遗址 - 柳湾墓地 - 北首岭遗址 - 大河村遗址 - 平粮台城址 - 庙底沟遗址 - 陶寺遗址 - 老官台文化- 贾湖遗址 - 仰韶文化 - 花楼子遗址 - 河南龙山文化 - 西水坡遗址 - 大地湾遗址 - 三门峡栈道遗迹 - 元君庙墓地 - 姜寨遗址 - 半坡遗址 - 裴李岗文化 - 风陵渡 - 西朱封墓地 - 大汶口文化 - 大汶口遗址

### 相关人物
- 大禹：夏朝國君
- 田蚡：前汉武帝时期大臣
- 贾让：前汉水利家
- 王景：东汉水利家
- 杜充：北宋開封留守
- 贾鲁：元代工部尚书，都水使者

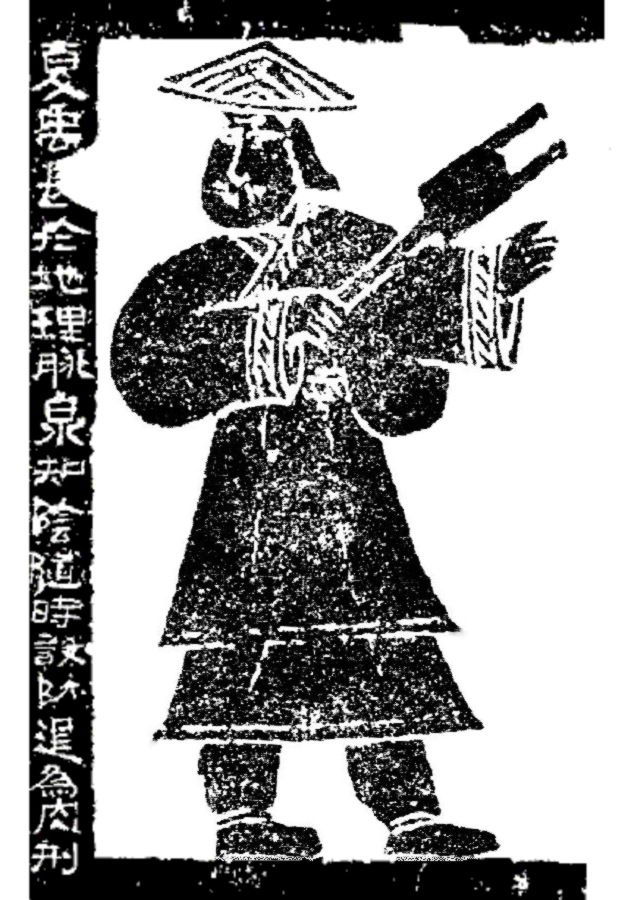
大禹治水

- 郭守敬：元代天文学家、数学家和水利学家。至元元年（1264年）任西夏中兴行省河渠副使，修浚西夏境内的唐徕渠、汉延渠等古渠，更立闸堰发明修筑调节水量的牌堰；至元二十八年（1291年），任都水监，负责修治元大都至通州的运河，定名通惠河。
- 潘季驯：明代治黄专家
- 通智：大理寺卿、兵部左侍郎、兵部尚书。雍正年间在宁夏开惠农渠、昌润渠，并整修前代各渠。增建滚水石坝三十丈，改建退水闸3座，补修渠桥17座，新建桥2座以便民通行。新修渠道共灌银川平原北至内蒙古良田34万余亩。
- 靳辅：清代治河名臣
- 嵇璜：清代治河名臣
- 劉鶚：清末水利學家，《老殘遊記》作者，同時也是中國最早有系統集結甲骨文的學者

現代
- 中国水利专家：黄万里、钱正英、李仪祉、张光斗、张含英、王化云
- 黄秉维：中国地理学家，中国科学院院士
- 梁恩佐：美籍华人，黄河水土保持项目推广者

### 引用
1. 1 2  张宗祜，《九曲黄河万里沙: 黄河与黃土高原》，清华大学出版社有限公司, 2000年，ISBN 9787302218258
2. 1 2 3 4 5 6 7 8  李思忠，《黄河鱼类志：黄河鱼类专著及鱼类学文选》 （页面存档备份，存于），水产出版社，2015年，ISBN 9789578596771；中国海洋大学出版社，2017年，ISBN 9787567015371。
3. ↑  Yellow River (Huang He) Delta, China, Asia （页面存档备份，存于）. Geol.lsu.edu (2000-02-28).
4. 1 2 3  . 黄河网.   [2013-05-09]. （原始内容存档于2013-12-02）. 到距今10万至1万年间的晚更新世，黄河才逐步演变成为从河源到入海口上下贯通的大河
5. ↑  . 2017-09-24  [2018-04-17]. （原始内容存档于2021-04-10）.
6. ↑  单之蔷等. . 黄河黄土. 2017, 1 (684): 366  [2021-06-25]. ISSN 1009-6337. （原始内容存档于2020-12-08）.
7. ↑  .   [2021-11-24]. （原始内容存档于2021-11-24）.
8. ↑  记者马国福  黄委会河南河务局防汛办公室副主任、防洪防汛高级工程师成刚：“历史上的五次黄河水灾”，《河南法制报》，2009年7月20日第15版。
9. ↑  黄河勘测规划设计研究院：“1843年8月黄河中游洪水”，《水文》，1985年第3期，第57-63页。
10. ↑  宋书敏：“道光二十三年黄河大洪水钩沉”，《人民黄河》，2021年2期。
11. ↑  《人民治理黄河六十年》，来源：水利部黄河水利委员会-黄河网，2021年7月1日
12. ↑   张玉国：《东平湖60年回眸之一：黄河安澜话"王牌"》，来源：中国水利网 2006年10月14日
13. ↑  高峻：“一九五八年抗御黄河大洪水的决策和组织机制探略”，《中共党史研究》，2008年第2期。
14. ↑  吕光圻：《忆“82.8”洪水二三事》，来源：黄河水利委员会水文局网站 2019-4-2
15. ↑   . 维基文库.
16. ↑   . 维基文库.
17. ↑   . 维基文库. 河出昆仑虚，色白；所渠并千七百一川，色黄。
18. ↑   . 维基文库. 余考羣書，咸言河出崑崙，重源潛發，沦于蒲昌，出于海水。
19. ↑  《通典》卷一七四「風俗」曰：“《水經》所云河出崑崙山者，宜出於《禹本紀》。”楊守敬說：“此沿《禹本紀》之誤。”
20. ↑  .  . 维基文库.
21. ↑  乾隆四十七年，高宗命侍衛阿彌達詣西寧祭河神，再窮河源。還奏：「星宿海西南有水名阿勒坦郭勒，更西有巨石高數丈，名阿勒坦噶達素齊老。蒙古語『阿勒坦』為黃金，『噶達素』為北極星，『郭勒』為河，『齊老』石也。崖壁黃金色，上有池，池中泉噴湧，釃為百道，皆黃金色。入阿勒坦郭勒，迴旋三百餘里，入星宿海，為黃河真源。」高宗命四庫館諸臣輯河源紀略識其事。阿彌達更名阿必達。大學士阿桂子，附見阿桂傳。（參見二十五史清史稿卷283列傳70）
22. ↑  陈瑞平. . 人民黄河. 1984年1月12日, (1984年01期). ISSN 1000-1379.
23. ↑  .   [2003-11-20]. （原始内容存档于2004-01-05）.
24. ↑  褚娜娜; 潘保田; 王均平; 胡振波; 苏怀; 周天; 胡小飞. . 中国沙漠. 2008, (1): 50–56. ISSN 1000-694X. CNKI ZGSS200801009.
25. ↑  汪品先; 王乃文; 鲍金松.  (PDF). 地质论评. 1982, (2): 93–100+193  [2021-01-16]. ISSN 0371-5736. doi:10.16509/j.georeview.1982.02.001. CNKI DZLP198202000. （原始内容存档 (PDF)于2021-04-10）.
26. ↑  . 中国科学院地理科学与资源研究所. 2007-03-30  [2024-01-24]. （原始内容存档于2024-01-24）.
27. ↑  《中国大百科全书》第二版编委会. . 中国大百科全书数据库.   [2020-07-01]. （原始内容存档于2021-03-10）.
28. ↑  . 中国水力发电工程学会.   [2016-09-19]. （原始内容存档于2024-01-24）.
29. ↑  .   [2021-11-07]. （原始内容存档于2021-12-14）.
30. ↑  .   [2021-11-07]. （原始内容存档于2021-12-14）.
31. ↑  .   [2003-12-04]. （原始内容存档于2003-12-29）.
32. 1 2  Xie, J.Y.; W.J. Tang; Y.H. Yang. . Ecology and Evolution. 2018-03-30, 8 (8): 4173–4182. ISSN 2045-7758. PMC 5916296 . PMID 29721289. S2CID 13742423. doi:10.1002/ECE3.3890 . Wikidata Q55209138 （英语）.
33. ↑  Jun Wang; Liang Chen; 唐文家; Jani Heino; Xiaoming Jiang. . Journal of Environmental Management. 2021-09, 293: 112863. ISSN 0301-4797. doi:10.1016/J.JENVMAN.2021.112863. Wikidata Q110829321 （英语）.
34. ↑  李思忠. . 动物学杂志. 1965, (05)  [2019-04-10]. doi:10.13859/j.cjz.1965.05.011. （原始内容存档于2021-02-10） –CNKI.
35. ↑  何志辉, , 辽宁科学技术出版社, 1986, OCLC 905473471, Wikidata Q120008055 （中文）
36. ↑  .   [2019-04-10]. （原始内容存档于2021-03-12）.
37. ↑  赵亚辉; 邢迎春. . 生物多樣性. 2020-12-20, 28 (12): 1496 (2020)  [2022-05-21]. ISSN 1005-0094. S2CID 234554314. doi:10.17520/BIODS.2020191 . Wikidata Q110530647 （英语及中文）.
38. ↑  . 2021-04-01  [2023-06-27]. （原始内容存档于2023-06-27）. 相关文献表明，2007年以来，黄河流域干流及主要支流的鱼类多样性衰退比较明显，多年调查中尚可以采集到的土著鱼类约78种，只占历史统计数的53.06%
39. ↑    - 何志辉主编，《黄河水系渔业资源》 （页面存档备份，存于），辽宁科学技术出版社，1986年
  - 李红娟，袁永锋，李引娣，张建军，黄河流域水生生物资源研究进展. 河北渔业, 2009 (10)
40. ↑  艾永华. . 陕西日报. 2021-04-02  [2022-05-22]. （原始内容存档于2022-10-09）.
41. ↑  邢生祥. . 工人日报. 2021-08-12. （原始内容存档于2022-07-18）.
42. ↑  周盛盛; 李劲峰. . 新华社.   [2021-10-17]. （原始内容存档于2021-12-14） –搜狐网.
43. ↑  . 中华人民共和国农业农村部. 2022-02-17  [2022-05-22]. （原始内容存档于2022-11-08）.
44. ↑  《历史时期黄河中游的森林》,史念海，1981年
45. ↑  《中国历史地理学》，蓝勇，2002年
46. 1 2  . 生态--人民网.   [2023-07-11]. （原始内容存档于2023-02-14）.
47. ↑  現代中國2009年8月 雅集出版社有限公司ISBN9789628986866
48. ↑  . www.news.cn.   [2023-07-11]. （原始内容存档于2023-07-15）.
49. ↑   . 维基文库 （中文）.
50. 1 2  . www.news.cn.   [2023-07-11]. （原始内容存档于2023-07-11）.
51. ↑  .   [2021-03-06]. （原始内容存档于2021-03-09）.
52. ↑  严冰 沈荫梾 杨帆 郭肖杰. . 人民日报海外版.   [2009-09-23]. （原始内容存档于2009-10-01） （中文（中国大陆））.
53. ↑  .   [2016-01-03]. （原始内容存档于2017-06-11）.
54. ↑  王晓琳. . 《中国人大》期刊公眾號. 2021-02-22  [2021-06-12]. （原始内容存档于2021-02-28）.
55. ↑  张铮. . 清华大学官网「清华映像」欄目. 2015  [2021-06-12]. （原始内容存档于2021-06-12）.

## 延伸閱讀
[在维基数据编辑]
 《欽定古今圖書集成·方輿彙編·山川典·河部》，出自陈梦雷《古今圖書集成》

### 相关水利著作
- 《河防通议》
- 《治河方略》